# Создавая женщину (телесериал)
Создавая женщину (англ. Designing Women) — американская ситуационная комедия, сосредоточенная на работе и личной жизни четырёх женщин из Атланты, Джорджия. Сериал транслировался на канале CBS с 29 сентября 1986 года по 24 мая 1993 года. Создатель сериала Линда Блудворт-Томасон, написавшая сценарий к нескольким эпизодам сериала.

## Обзор
Сёстры Джулия Зугарбейкер (Дикси Картер) и Сюзанна Зугарбейкер (Дельта Бёрк) являются полными противоположностями. Джулия элегантная, откровенная и интеллектуальная либералка; Сюзанна богатая, роскошная, эгоцентричная и бывшая победительница конкурса красоты. Они постоянно находятся в разногласиях, но вместе открыли дизайнерскую фирму. Джулия управляет компанией, в то время как Сюзанна оказывает финансовую поддержку и постоянно раздражает всех.
Прагматичный дизайнер Мэри Джо Шивели (Энни Поттс) разведена и воспитывает двоих детей, а добродушный офис-менеджер Шарлин Фрейзер Стилфилд (Джин Смарт) является начальным инвестором. Энтони Бувир (Мисаха Тейлор), бывший заключённый, которого ошибочно осудили за грабёж, становится их партнёром.

## В ролях

### В главных ролях
- Дикси Картер — Джулия Зугарбейкер Макерой[4]
- Дельта Бёрк — Сюзанна Зугарбейкер Гофф Дент Стонекипэр (сезоны 1—5)
- Энни Поттс — Мэри Джо Джексон Шивели
- Джин Смарт — Чарлин Оливия Фрейзер Стиллфилд (сезоны 1—5)[5]
- Мешак Тейлор — Энтони Бувье
- Джулия Даффи — Элисон Зугарбейкер (6 сезон)
- Джен Хукс — Карлин Фрейзер Доббер (сезоны 6—7)
- Джудит Айви — Бонни Джин (7 сезон)

### В ролях
- Элис Гостли — Бернис Клифтон
- Хэл Холбрук — Риз Уотсон (сезон 1—5)
- Ричард Джиллиленд — Джеймс Дин (сезон 1—5)
- Дуглас Берр — Уильям Стилфилд (сезон 2—5)
- Шерил Ли Ральф — Этьенн Туссен-Бувье (7 сезон)
- Присцилла Уимс — Клодия Мэри Шивели
- Брайан Ландо — Куинтон Шивели
- Скотт Бакула — Теодор Шивели (сезон 1—3)
- Джордж Ньюберн — Пейн МакЭльрой (сезон 1—2,4,6)
- Оливия Браун — Ванесса Хагрейвес (4 сезон)

## Награды и номинации
Прайм-тайм премия Эмми
- 1989 Номинация «Выдающийся комедийный сериал»
- 1989 Номинация «Лучший актёр второго плана в комедийном сериале» (Месаха Тейлор)
- 1990 Номинация «Выдающийся комедийный сериал»
- 1990 Номинация «Выдающаяся актриса в комедийном сериале» (Дельта Бёрк)
- 1991 Номинация «Выдающийся комедийный сериал»
- 1991 Номинация «Выдающаяся актриса в комедийном сериале» (Дельта Бёрк)
- 1992 Номинация «Лучшая актриса второго плана в комедийном сериале» (Элис Гостли)

Золотой глобус
- 1989 Номинация «Лучший мюзикл или комедийный сериал»
- 1990 Номинация «Лучший мюзикл или комедийный сериал»

## Примечание
1. ↑  Fernsehserien.de (нем.)
2. ↑  http://dbpedia.org/resource/Designing_Women
3. ↑  Designing Women: Information from Answers.com. Дата обращения: 29 января 2011. Архивировано 17 августа 2009 года.
4. ↑  Designing Women (a Titles & Air Dates Guide). Дата обращения: 29 января 2011. Архивировано 25 мая 2011 года.
5. ↑  Designing Women TV Show CBS | Designing Women Online TV Series Summary. Дата обращения: 29 января 2011. Архивировано 25 июля 2010 года.
6. ↑  «Designing Women» (1986) — Awards. Дата обращения: 29 января 2011. Архивировано 31 января 2010 года.